# 甘肃鼩鼱
甘肃鼩鼱（学名：Sorex cansulus），一种分布于中华人民共和国甘肃省东南部地区的哺乳动物，隶属于鼩鼱科鼩鼱属。本种由英国动物学家奥德菲尔德·托马斯于1912年描述发表，模式产地为甘肃临潭。

## 形态特征
甘肃鼩鼱头体长62～64毫米，尾长38～43毫米。背部灰褐色，体侧为浅黄色，腹部为淡褐色。足部为棕白色。尾部背面深棕色，腹面颜色较淡。

## 分布
多年来，甘肃鼩鼱的分布记录仅在模式产地甘肃临潭，后有来自西藏东部的分布记录，但没有提供详细的地点，有研究人员认为甘肃鼩鼱不大可能分布在西藏。2021年云南省西北部发现有甘肃鼩鼱的分布。之后，研究人员在四川省、陕西省和青海省采集的鼩鼱标本中，也发现了甘肃鼩鼱。